# Distaghil Sar
De Distaghil Sar (Urdu: دستاغل سر) is een 7885 meter hoge berg in de Pakistaanse Karakoram. Het is de 19e berg ter wereld en de 7e van Pakistan. De Distaghil Sar ligt in de Hispar Muztagh, van welke bergketen het de hoogste top is. De graat van de top is 2 km lang en bestaat uit meerdere toppen: naast de hoogste westelijke top is er een 7760 m hoge middentop en een 7700 m hoge oostelijke top.
De Distaghil Sar is in het zuidwesten verbonden met de Trivor (7577 m) en in het zuidoosten met Khunyang Chhish (7852 m).
De eerste serieuze poging de Distaghil Sar te beklimmen was in 1957, toen een Engelse expeditie vanwege slechte weersomstandigheden rechtsomkeert moest maken. Hetzelfde overkwam een Zwitserse expeditie in 1959. De Oostenrijkers Diether Marchart en Günther Stärker stonden op 9 juni 1960 als eersten op de top. Al deze expedities kozen de zuidwestelijke kam om tot de top te komen. De oostelijke top werd in 1980 voor het eerst beklommen door een Poolse expeditie.